# Pandora (spelcomputer)
De Pandora is een opensource-spelcomputer. Het wordt geproduceerd door OpenPandora, dat bestaat uit voormalige distributeurs en community-leden van de draagbare spelcomputers GP32 en GP2X.
Volgens de makers is Pandora de krachtigste draagbare spelcomputer (handheld) die er is. Het bevat verschillende functies die geen enkele andere handheld heeft gehad, waardoor het tussen een gewone handheld en een ultra mobile pc (umpc) zit. De eerste oplage bedroeg 4000 toestellen.